# Bangatan, Hjo

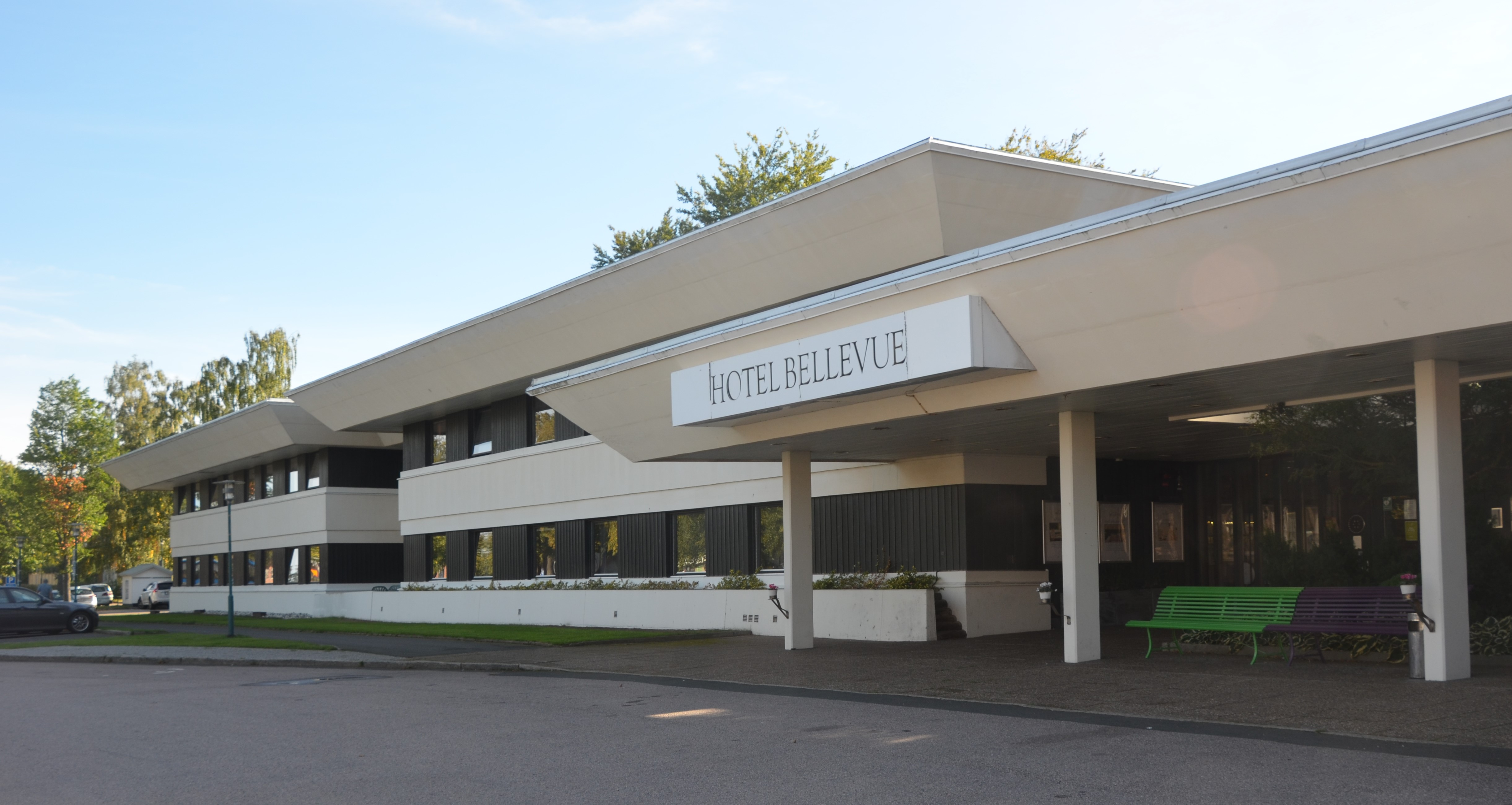
Hotell Bellevue Bangatan 2

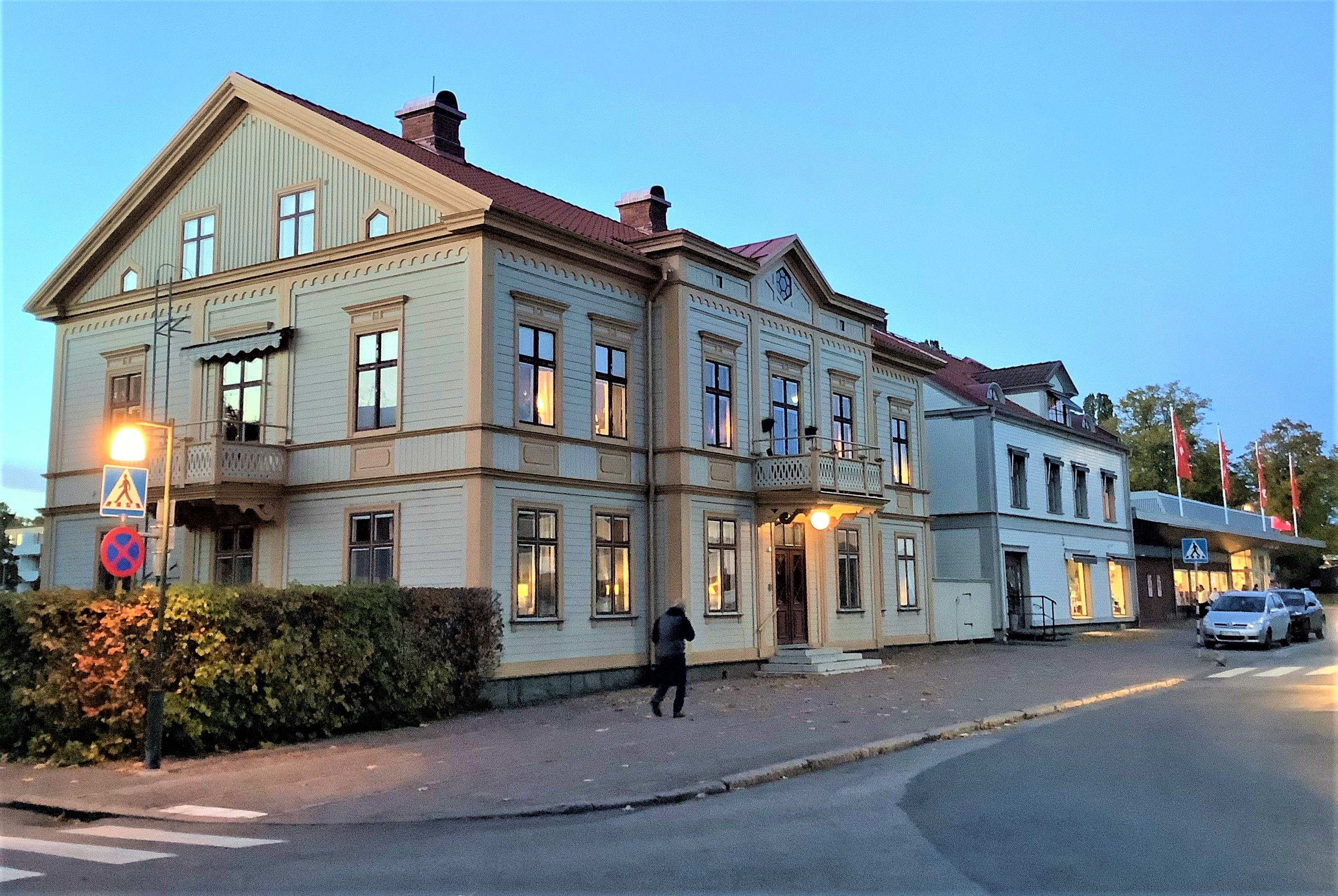
Bangatan 5 A, 5 B och 7, mitt emot Hotell Bellevue

Bangatan är en gata i Hjo mellan Floragatan i söder och Lindgatan, nära Karlsborgsvägen, i norr. Bangatan var ursprungligen stadens infartsväg norrifrån från Karlsborg och Askersund, vilken strålade samman med infartsvägen från Skövde vid Hjoån.
Bangatan har söderut, från Floragatan, sin fortsättning i Hamngatan som går fram till Stora Torget över Norrbro över Hjoån.
Bebyggelse vid Bangatan började efter det att anläggande av Nya staden tagits in i Hjos första stadsplan, som antogs 1855. Bebyggelse började ske med skolbyggnaden Pedagogien i hörnet Bangatan/Floragatan. Skolan stod färdig 1862. Utmed Bangatan anlades några år senare Hjo-Stenstorps Järnväg med Hjo station från 1873 längst söderut vid Floragatan.
Öster om Bangatan och järnvägen anlades på 1870-talet Hjo Vattenkuranstalt med en badpark, som på 1930-talet blev Hjo stadspark.

## Byggnader
| Namn                       | Adress                  | Kvarter       | Beskrivning | Koordinater                                             | Bild |  |
| -------------------------- | ----------------------- | ------------- | --- | ------------------------------------------------------- | ---- |  |
| Medborgarhuset Park        | Bangatan                | Pedagogien 10 | Byggdes 1954 som ett medborgarhus av "Hjo Byggnadsförening för samlingslokal". I Park inrymdes en salong för teater och biograffilm, serveringslokal, dansrotunda och en lokal för hantverksföreningen. Fasaden är av gulbeige kalkslammat tegel och lättbetong.      | 58°18′11.9″N 14°17′24.8″Ö / 58.303306°N 14.290222°Ö     |      |  |
| Kulturkvarteret Pedagogien | Floragatan / Bangatan   | Pedagogien 10 | Skolhuset från 1862, bibliotekshuset från 1988 och Medborgarhuset Park från 1954 har under 2010-talet länkats samman och kompletterats med en låg entrébyggnad i glas och sten.                                                                                       | 58°18′12.2″N 14°17′25.7″Ö / 58.303389°N 14.290472°Ö     |      |  |
| Hjo samrealskola           | Floragatan 1 / Bangatan | Pedagogien 10 | Ett gult slätputsat tvåvåningshus från 1862, som var skolhus till 1964. Numera ihopbyggt med biblioteksgrannhuset och Medborgarhuset Park till Kulturkvarteret Pedagogien.                                                                                            | 58°18′13″N 14°17′26″Ö / 58.30361°N 14.29056°Ö}          |      |  |
|                            | Bangatan 5A             | Fenix 1       | Bostadshus för personalbostäder för Hjo–Stenstorps Järnväg, uppfört på 1870-talet som Villa Wettern. | 58°18′14.3″N 14°17′27.4″Ö / 58.303972°N 14.290944°Ö     |      |  |
|                            | Bangatan 5B             | Fenix 1       | Affärshus uppfört 1965 efter ritningar av S. Hallbergs Arkitekt- och konstruktionsfirma i Tibro. | 58°18′14.3″N 14°17′27.4″Ö / 58.303972°N 14.290944°Ö     |      |  |
| Hjo station                | Bangatan 2              | Hjo stadspark | Gulmålad tvåvånings träbyggnad, som invigdes 1873 och revs 1970 inför bygget av Hotell Bellevue | 58°18′14.07″N 14°17′31.06″Ö / 58.3039083°N 14.2919611°Ö |      |  |
| Hotell Bellevue            | Bangatan 2              | Hjo stadspark | Uppförd 197i efter ritningar av Hans-Erland Heineman. På tomten stod ursprungligen i västra delen Hjo järnvägsstation, i östra delen nära Vättern Hjos järnvägshotell i trä, senare badrestaurangen Bellevue. den senare brann ned 1932.                              | 58°18′14″N 14°17′32″Ö / 58.30389°N 14.29222°Ö           |      |  |
| ICA-hallen                 | Bangatan 7              | Fenix 2       | Affärshus uppfört 1965 efter ritningar av S. Hallbergs Arkitekt- och konstruktionsfirma i Tibro. Den ursprungliga byggnaden på tomten var bostads- och affärshuset Villa Fenix, uppförd i slutet av 1800-talet.                                                       | 58°18′15.3″N 14°17′28.4″Ö / 58.304250°N 14.291222°Ö     |      |  |
| Hjo-Grillen                | Bangatan 9              | Prärien       | En första kiosk i parken Prärien etablerades 1964. Den nuvarande kiosken har kvar en arkitektonisk utformning från 1960- och 1970-talen. Prärien är Hjos äldsta park, ursprungligen utlagd som brandgata.                                                             | 58°18′17.7″N 14°17′32.5″Ö / 58.304917°N 14.292361°Ö     |      |  |
| Rödingen                   | Bangatan 13–15          | Rödingen 1    | Affärs- och servicehuset Rödingen i tre våningar, uppfört 1982–1986 efter ritningar av Atrio Arkitekter i Jönköping. Ursprungliga byggnader på tomterna var ett mejeri för Wretens Mejerier från sent 1800-tal, från 1902 Hjo mejeri, samt Hjo Spritfabrik från 1896. | 58°18′19.9″N 14°17′34.9″Ö / 58.305528°N 14.293028°Ö     |      |  |
| Nya varmbadhuset           | Bangatan                | Hjo stadspark | Uppfördes 1940, ritat av Vilhelm Andersson i Skövde. Används som föreningslokal av Röda korsets lokalavdelning. | 58°18′16.5″N 14°17′35.2″Ö / 58.304583°N 14.293111°Ö     |      |  |
| Magasinet                  | Bangatan                | Hjo stadspark | Godsmagasin från järnvägstiden, som delvis används som butikslokal | 58°18′17.6″N 14°17′36.8″Ö / 58.304889°N 14.293556°Ö     |      |  |
| Villa Olga                 | Bangatan                | Hjo stadspark | Bostadshus som troligen uppförts, möjligen 1883, för mejeristen för AB Wretens Mejeriers avdelning i Hjo. Mellan 1930 och 2015 var det den lokala urmakarens bostad.                                                                                                  | 58°18′18.3″N 14°17′37.6″Ö / 58.305083°N 14.293778°Ö ;   |      |  |
| Hjo busstation             | Bangatan                | Hjo stadspark | Den ursprungliga busstationen anlades med busstationsbyggnad något norr om nuvarande busstation, uppförd 1970. Persontrafiken på Hjo-Stenstorps Järnväg hade lagts ned 1961 och godstrafiken upphört 1967.                                                            | 58°18′19″N 14°17′36.2″Ö / 58.30528°N 14.293389°Ö        |      |  |
| Fritidshemmet Stationen    | Bangatan                | Hjo stadspark | Före detta stationsbyggnad för busstation, ritad av Hans-Erland Heineman och uppförd 1970 | 58°18′21.4″N 14°17′39.6″Ö / 58.305944°N 14.294333°Ö     |      |  |
| Doktorsvillan              | Bangatan                | Hjo stadspark | Envånings bostadshus, troligen från 1920-talet | 58°18′22.2″N 14°17′42.6″Ö / 58.306167°N 14.295167°Ö     |      |  |
| Bensinstation              | Bangatan 17             | Löjan 11      | Före detta bensinstation, senast St1, tidigare Shell. | 58°18′22.8″N 14°17′37.1″Ö / 58.306333°N 14.293639°Ö     |      |  |
|                            | Bangatan 19             | Löjan 7       | Bostadshus | 58°18′23.7″N 14°17′38.7″Ö / 58.306583°N 14.294083°Ö     |      |  |
| Villa Ekhammar             | Lindvägen 1             | Aspen 1       | Villa i två våningar från mellan 1900 och 1911 | 58°18′25.2″N 14°17′38.5″Ö / 58.307000°N 14.294028°Ö     |      |  |